# Prieuré Notre-Dame de l'Épeau
Ne pas confondre avec l'Abbaye de l'Épau (Sarthe).
Le prieuré Notre-Dame de l'Épeau est un ancien monastère cistercien du début du XIIIe siècle, situé sur la commune de Donzy (Nièvre). L'église, seul vestige de cette implantation, est inscrite comme monument historique depuis 1927.

## Localisation
Les ruines du prieuré de l'Épeau se trouvent à deux kilomètres du bourg de Donzy. Elles trônent sur un petit promontoire situé à une centaine de mètres de la D127 qui longe la Talvanne en direction de Colméry et Cessy-les-Bois.

## Histoire
Le prieuré est fondé en 1214 par le baron de Donzy, Hervé IV de Donzy, comte de Nevers et son épouse Mahaut de Courtenay qui, mariés à un degré prohibé par l'Église, doivent pour prix de leur dispense obtenue du pape Innocent III, faire construire à leurs frais trois monastères, dont celui-ci.
Le prieuré est rattaché à l'abbaye du Val des Choues, située en Côte-d'Or. La communauté des religieux y suit une règle originale, combinant des usages en vigueur chez les bénédictins, les cisterciens et les chartreux (Ordo Valliscaulium).
Le prieuré est édifié sur un plateau à proximité de La Tresche (dans la paroisse de Bagnaux, aujourd'hui hameau de Donzy), où le couple comtale dispose d'une maison. Ce plateau formant une sorte d'épaulement, l'endroit prend donc le nom de Spallum ou Espallum ou encore Lespau. C'est à la maison de La Tresche que les premiers moines logent en attendant la fin de la construction de l'église et des bâtiments conventuels.
En dehors de quelques actes épars et de nombreuses donations et élections de sépultures de la part de la famille De La Rivière (ces dernières montrant l'attachement et la protection de ces puissants seigneurs envers cet établissement), peu de sources concernant le prieuré nous sont parvenues.
Ce monastère est pillé à deux reprises : 
- en 1568, par les reîtres de Casimir Wolfgang de Bavière, duc des Deux-Ponts, alors qu'il traversent le pays pour rejoindre l'armée protestante en Limousin, qui en chassent les religieux ;
- le 18 septembre 1569 par les protestants de La Charité-sur-Loire, commandés par le capitaine Le Bois De Merille, qui massacrent le prieur Jean Mignard le 20 septembre 1569, ainsi que dix prêtres des paroisses alentour. Ils ne quittent la région qu'à la Saint-Barthélemy en 1572.

Après ces événements, seules subsistent les ruines de l'église, qui permettent d'avoir une idée de l'importance de cet établissement. Les prieurs commendataires ne cherchent qu'à s'enrichir ; l'un d'eux vend même la toiture.
Dans les années 1760, au cours d'une visite pastorale, Jean-Baptiste-Marie Champion de Cicé (1760-1801), dernier évêque d'Auxerre, trouve le lieu tellement délabré qu'il le fait mettre en vente. Les ruines du lieu sont acquises par Monsieur de la Barre en 1773, qui en prend possession l'année suivante avec sa fille, qui les transmettra à ses descendants jusqu'à aujourd'hui. L'actuelle propriétaire, Christine de Genouillac, y a organisé un spectacle son et lumière.
Propriété privée, la visite est possible pour les groupes sur rendez-vous (voir auprès de l'office du tourisme de Donzy).

## Architecture
L'église en ruines est de style gothique de la première moitié du XIIIe siècle. De grandes dimensions la nef mesure 53 mètres, et la hauteur de la lanterne 39 mètres. Cette église ne comporte plus que le transept gauche transformé en chapelle, les murs du transept droit et les piliers de la nef. À la place du chœur se trouve une maison d'habitation.

## Prieurs
- 1214 : Frère Constant, c'est le premier prieur du monastère ;
- 1246 - 1257 : Frère Guillaume, le 12 juillet 1257, il est mentionné comme témoin du testament de Mahaut de Courtenay ;
- 1276 : Frère Jean ;
- 1302 : Frère Guillaume ;
- 1384 : Guillaume Charrier ;
- 1490 - 1506 : Pierre de La Fin, également abbé de Pontigny et de la Bénisson-Dieu ;
- 1506 - 1509 : Jean Mignard ;
- 1557 : Pierre Crespin ;
- 1575 : Jacques Amyot : également évêque d'Auxerre ;
- 1647 : Pierre de Monstreuil ;
- 1716 : Michel-Celse-Roger de Bussy-Rabutin, également évêque de Luçon[2] ;
- 1737 : Hilarion de Millières ;
- 1738 : Paul Boyer d'Aiguille ;
- 1784 - 1787 : Jean Dunoisset ;
- 1788 - 1790 : Jacques Laurent le Gry.

## Fermiers
- 1690 : Louis Courroux[3] ;
- 1698 : François Delabarre[3] ;
- 1701 : Guy Frappier, marchand fermier de la forge de l’Epeau et de ses dependances[4] ;
- 1748 : Jean-Paul Dagot, fermier général du revenu du prieuré de l'Epau[5].

## Propriétés, revenus

### Colméry
- Moulin du Poinçon ;
- Hameau des Duprés[6] ;

### Donzy
- Domaine de Bagneaux[4] ;
- Les fours de Donzy, avec l'usage du bois mort de forêt de Donzy ;
- Les bois de Boulès (dans la paroisse de Bagneaux).

### Entrains
- Moulins du bas étang d'Entrains avec le vivier.

### Sources
- Notice no PA00112883, sur la plateforme ouverte du patrimoine, base Mérimée, ministère français de la Culture.
- Archives départementales de l'Yonne, série H ordres et communautés d'hommes, Ordre du Val-des-Choux H.263 - Prieuré Notre-Dame de l'Épeau.